# Microdebilissa atripennis
Microdebilissa atripennis är en skalbaggsart som först beskrevs av Pu 1992.  Microdebilissa atripennis ingår i släktet Microdebilissa och familjen långhorningar. Inga underarter finns listade i Catalogue of Life.